# Tracey Wheeler
Tracey Wheeler (* 26. September 1967 in Sydney) ist eine ehemalige australische Fußballspielerin.

## Leben

### Karriere
Wheeler begann ihre Karriere mit Wentworthville Uniting Church und wechselte im Alter von 13 Jahren zu Wenty Waratahs. 1986 wechselte die damalige Mittelfeldspielerin in die New South Wales State League zu Chipping North. Im Frühjahr 1987 wechselte Wheeler zu Blacktown City FC und wurde nach einem Spielerengpass Torhüterin. Nach 12 Monaten wechselte sie von den Blacktown Demons zu den Melita Eagles. 1991 ging Wheeler nach Perth und unterschrieb für Morley Windmills, wo sie auf Anhieb Meister wurde. 1993 unterbrach Wheeler kurzfristig verletzungsbedingt ihre Karriere nach Knieproblemen und gab nach einem halben Jahr ihr Comeback mit Forrestfield United. Nach der Fußball-Weltmeisterschaft der Frauen 1995 in Schweden wechselte sie zu Fremantle United. Im Frühjahr 1996 ging sie für ihr Studium an das South Australia Sports Institute und kehrte im März 1998 für ein halbes Jahr zu Fremantle United zurück. Nach ihrer Rückkehr im November 1998 an das South Australia Sports Institute spielte sie noch 18 Monate für das Soccerteam und ging im Sommer 1999 an die Murdoch-Universität. Gleich im ersten Jahr an der Murdoch-Universität holte Wheeler sich den Titel in der West Australia Amateur Premier League. Im Winter 2002 beendete Wheeler dort ihre Karriere.

### International
Im März 1989 gab Wheeler ihr Debüt gegen die Neuseeländische Fußballnationalmannschaft der Frauen im Oceania Nations Cup. Wheeler nahm für ihr Heimatland an der Fußball-Weltmeisterschaft der Frauen 1995 in Schweden und Fußball-Weltmeisterschaft der Frauen 1999 in den USA. Ein Jahr später nahm Wheeler an den Olympischen Spielen 2000 in ihrer Heimat Sydney teil. In ihren 11 Jahren für die Matildas kam sie als Torhüterin zu 49 Länderspielen und wurde 2008 in die Football Federation Australia’s Hall of Fame aufgenommen.

## Trainerkarriere
Seit dem Ende ihrer Karriere arbeitet Wheeler als Physiotherapeut und Torwarttrainer für das U-13 State Team der West Australian Football Association.

## Titel
- 1998: West Australia Amateur Premier League mit Fremantle United
- 1999: West Australia Amateur Premier League
- 2000: Australian Sports Medaille von dem Australian Government
- 2008: Aufnahme in die Hall of Champions Football Hall of Fame, Western Australia[9]